# Vendlus Records
Vendlus Records es un sello independiente estadounidense con sede en Washington D. C. Fue fundado en 2002 por Joseph Cortese. Vendlus tiene un perfil ecléctico, publicando discos en muchos géneros, incluyendo black metal, indie pop, industrial, vanguardista y electrónico.

## Artistas
- Aerial Ruin (United States)
- Agalloch (United States)
- Arkhum (United States)
- Audiopain (Norway)
- Babyflesh (Norway)
- Brazzaville (United States/Spain)
- David Galas (United States)
- Denture (Norway)
- Diskord (Norway)
- Especially Likely Sloth (United States/Norway)
- Execration (Norway)
- Grayceon (United States)
- Havoc Unit (Finland)
- Island (Germany)
- Megaptera (Sweden)
- The Mist And The Morning Dew (Finland)
- Negru Voda (Sweden)
- Orgone (United States)
- Origami Galaktika (Norway)
- The Sin:Decay (Finland)
- Smohalla (France)
- Syven (Finland)
- Umoral (Norway)
- V:28 (Norway)
- Wolves in the Throne Room (United States)
- Zweizz (Norway)

- Datos: Q16960039